# 酸化チタン(IV)
酸化チタン(IV)（さんかチタン よん、英: titanium(IV) oxide）は組成式 TiO2、式量79.9の無機化合物。チタンの酸化物で、二酸化チタン(英: titanium dioxide)や、単に酸化チタン(英: titanium oxide)、およびチタニア(英: titania)とも呼ばれる。
天然には金紅石（正方晶系）、鋭錐石（正方晶系）、板チタン石（斜方晶系）の主成分として産出する無色の固体で光電効果を持つ金属酸化物。屈折率はダイヤモンドよりも高い。

## 構造
結晶構造にはアナターゼ型（正方晶）、ルチル型（正方晶、図参照）、ブルッカイト型（斜方晶）がある。アナターゼ型の酸化チタン(IV)を900 ℃以上に加熱すると、ルチル型に転移する。また、ブルッカイトを650 ℃以上に加熱すると、やはりルチル型に転移する。ルチル型は最安定構造であるため、一度ルチルに転移すると低温に戻してもルチル型を維持する。

## 化学的性質
酸化チタン(IV)は、フッ化水素酸、熱濃硫酸および溶融アルカリ塩に溶解するが、それ以外の酸、アルカリ、水および有機溶剤には溶解しない。
アナターゼ型のバンドギャップは3.2 eVであり、387 nm(紫外線)より短波長の光を吸収すると価電子帯の電子が伝導帯に励起され、自由電子と正孔を生成する。これはいわゆる光触媒である。通常、自由電子と正孔は直ちに再結合し、熱に変わる。しかし、この正孔の酸化力は非常に強いため、これら自由電子と正孔が例えば水と反応すると活性酸素種が生成される。活性酸素種の生成は二酸化チタンへの超音波照射によっても引き起こすことができる。
600℃以上では水素ガスにより部分的に還元され、青色のチタン(III)の混ざった酸化物を生成する。ただし酸素に触れると速やかに酸化チタン(IV)に戻る。酸化チタン(IV)に担持した貴金属触媒を高温で水素還元すると、SMSI (Strong Metal Support Interaction) を発生しやすい。900℃以上の水素中で還元した場合は、濃青色で不定比組成の酸化チタンTiOx（x=1.85〜1.94）を生成する。この組成では常温常圧で酸素に触れても安定である。不定比組成の酸化チタンは斜方晶系の結晶構造をもち、熱電変換能を示す。

## 用途

### 顔料・着色料
白色の塗料、絵具、釉薬、化合繊用途などの顔料として使われる。塗料の顔料には触媒としての活性の低く熱安定性等に優れるルチル型が用いられ、チタン白、チタニウムホワイト(英: titanium white)と呼ばれ、高い隠蔽力を持つ。絵具として他の色と混ぜて使った場合、日光に長期間さらされると光触媒の作用によって脱色したり、絵具が割れてしまったりする場合があるが、この問題を防ぐため無機材料によるコーティングも顔料に施される。また、人体への影響が小さいと考えられているため、食品や医薬品、化粧品の着色料（食品添加物）として利用されている。

### 光触媒
アナターゼ型とルチル型が用いられるが、アナターゼ型の方がバンドギャップが大きく一般的に光触媒としての活性が高い。

### 化学物質や微生物などの分解
387 nmより短波長の光を受けると、水と反応して活性酸素種を生成する性質がある。活性酸素種は非常に強い酸化力をもち、化学薬品や細菌などに対して分解作用を示す。酸化チタン(IV)を含む壁や床のコーティングは、ブラックライト(紫外線ランプ)の照射により殺菌処理できる。酸化チタンの分解剤としての特徴として以下があげられる。
1. 照射する光強度を制御することで、分解活性を調節することができる。
2. 光強度が一定のとき、反応速度、すなわち基質に対する作用の強さも一定となる。
3. 光のON/OFF操作で、その効果を瞬時に変更できる。活性酸素種の寿命は非常に短く、OFF後には直ちに消失して反応系内に残留しない。

酸化チタンナノ粒子は、高分子電解質のポリアクリル酸(PAA)で化学修飾して、中性pH溶液中に懸濁させることができる。酵素や抗体タンパク質と結合したPAAと、酸化チタンナノ粒子を組み合わせて用いる研究が、がん治療や水処理への応用を目標として行われている。

### オフセット印刷
光を照射すると導電化する性質を利用し、オフセット印刷の感光体として用いられている。感光波長が紫外域のため、明室処理が可能である。酸化亜鉛を利用した従来のものよりも耐久性が高く、解像度も高い。

### 触媒担体
固体触媒の担体として用いられる場合がある。

### 日焼け止め
400 nmよりも短波長の光を強く吸収する一方で、可視光吸収は無いため日焼け止め（サンスクリーン剤）にも使われる。

### 色素増感太陽電池
色素増感太陽電池の開発において、増感色素を担持させて可視光線〜赤外線を取り込む電極材料として注目されている。

## 製造

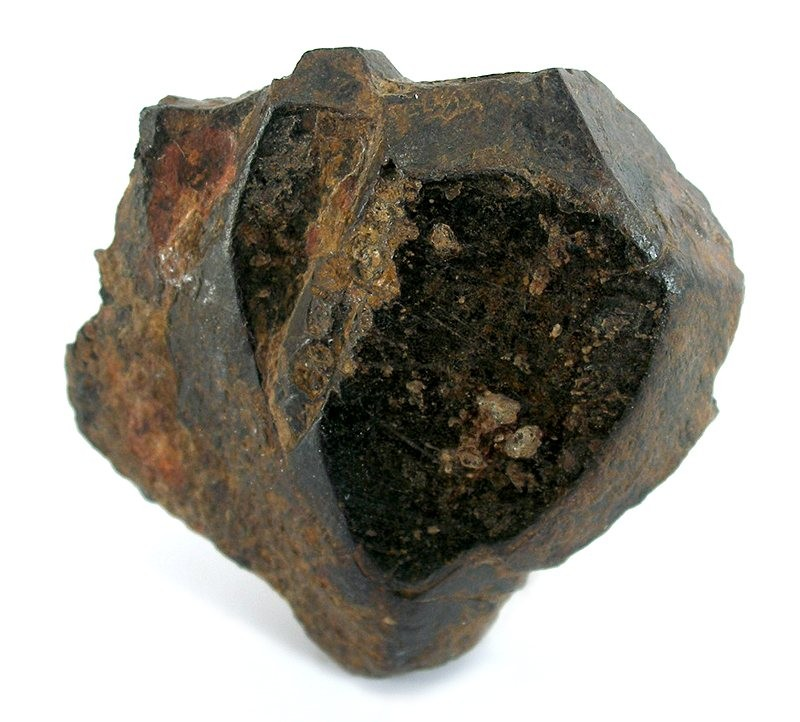
イルメナイト鉱石（FeTiO_{3}）

工業的生産では原料にルチル鉱石またはイルメナイト鉱石（FeTiO3）が用いられている。主な製造法には塩素法英: chlorine method（気相法英: gas phase method）と硫酸法英: sulfuric acid method（液相法英: liquid‐phase method）の二種類があり、欧米では塩素法、日本では硫酸法が主流である。
塩素法原料（ルチル鉱石）をコークス・塩素と反応させ、一度ガス状の四塩化チタンにする。ガス状の四塩化チタンを冷却して液状にした後、高温で酸素と反応させ、塩素ガスを分離することによって酸化チタンを得る。
硫酸法原料（イルメナイト鉱石）を濃硫酸に溶解させ、不純物である鉄分を硫酸鉄(FeSO4) として分離し、一度オキシ硫酸チタン(TiO(SO4)) にする。これを加水分解するとオキシ水酸化チタン(TiO(OH)2)となり沈殿する。この沈殿物を洗浄・乾燥し、焼成することによって酸化チタンを得る。
日本では石原産業、堺化学工業、テイカ、チタン工業、富士チタン工業などが製造している。
アナターゼ型酸化チタンの2007年の日本国内生産量は39,071トンである。ルチル型酸化チタンの2007年の日本国内生産量は206,905トンである。

## 発がん性
世界保健機関は「発がん性の可能性がある」と指摘している。特に粉塵に関しては、疎水性の微粒子が肺に与える影響が懸念されている。IARC は、発がん性に関してグループ3（ヒトに対する発癌性が分類できない）に分類していたが、2006年にグループ2B（人に対して発がん性がある可能性があるもの）に変更している。妊娠中のマウスに皮下注射された酸化チタン(IV)ナノ粒子が、胎児の未発達な血液脳関門や精巣関門を通過して脳や精巣に到達し、機能低下を引き起こしたという報告もある。
2020年2月18日、欧州連合は、危険有害化学品の分類、表示、包装に関する規制をとりまとめるCLP規則において、酸化チタンを発がん分類区分2（吸入）に分類する旨の官報を公布した。2021年10月1日を適用開始日としており、1％を超えて酸化チタンを含有する製品には、特定の警告表示及びラベル表示が必要となる。